# Claudio Sprecher
Claudio Sprecher (* 6. April 1980 in Chur, Schweiz) ist ein ehemaliger Liechtensteiner Skirennläufer. Er war Mitglied des Nationalkaders des Liechtensteinischen Skiverbandes (LSV) und nahm an zwei Weltmeisterschaften sowie an den Olympischen Winterspielen 2006 teil.

## Karriere
Sprecher bestritt als 15-Jähriger seine ersten FIS-Rennen. Erste internationale Erfahrungen sammelte er bei der Europäischen Jugendolympiade in Sundsvall SWE 1996, wo er im Riesenslalom den 4. Platz belegte. Juniorenweltmeisterschaften 1997 und 1998, wo sein bestes Resultat Rang 44 im Super-G 1998 war. Nach seiner Lehre als Bauzeichner von 1996 bis 2000, konnte er sich wieder voll und ganz dem Skifahren widmen. Er erzielte während der folgenden Jahre grosse Erfolge bei Internationalen FIS-Rennen. Ab Januar 2001 war Sprecher auch im Europacup im Einsatz.
Im Jahr 2003 nahm Sprecher im Super-G an den Weltmeisterschaften in St. Moritz teil und belegte Rang 31. Zwei Jahre später fuhr er bei den Weltmeisterschaften in Bormio auf Platz 32 im Riesenslalom und auf Rang 43 im Super-G. In der Saison 2005/06 nahm Sprecher an insgesamt acht Rennen im Weltcup teil. Sein bestes Ergebnis dabei war Rang 47 in der Abfahrt auf der Streif in Kitzbühel. Nach Erfüllung der Basislimits wurde er Anfang Februar 2006 auch für die Olympischen Winterspiele in Turin selektioniert. Dort nahm er an vier Rennen teil, in der Abfahrt erreichte er Rang 35 und in der Kombination Rang 32. In der Kombinationsabfahrt belegte er den starken 13. Rang und war sogar vor dem folgenden Sieger Ted Ligety, klassiert. Im Super-G und im Riesenslalom schied er aus. Während der Vorbereitung auf die nächste Saison gab Sprecher im Oktober 2006 seinen Rücktritt vom Skirennsport bekannt. Die andauernden Streitigkeiten mit dem Liechtensteinischen Skiverband bewogen ihn dazu.

## Erfolge

### Olympische Winterspiele
- Turin 2006: 32. Kombination, 35. Abfahrt

### Weltmeisterschaften
- St. Moritz 2003: 31. Super-G
- Bormio 2005: 32. Riesenslalom, 43. Super-G

### Juniorenweltmeisterschaften
- Schladming 1997: 48. Super-G
- Megève 1998: 44. Super-G

### FIS-Rennen
- Vier Siege in FIS-Super-Gs